# Cronologia delle indagini e degli avvenimenti legati alla strage di Piazza Fontana
Segue una cronologia dei principali avvenimenti relativi alle indagini sulla strage di piazza Fontana o correlate a questi.

## 1969
- 6 dicembre 1969 – Il quotidiano britannico The Guardian (politicamente vicino alle posizioni dei laburisti) pubblica un articolo, dal titolo Greek advice for a coup in Italy, in cui afferma che il giornale è venuto in possesso di una lettera destinata all'ambasciatore greco a Roma proveniente dal Ministero degli affari esteri ellenico. Nella missiva ci sarebbero riferimenti ad incontri tra esponenti dei movimenti neofascisti italiani (un non identificato esponente chiamato in codice «P») ed alcuni dei membri della Dittatura dei colonnelli, affermando che i primi stavano cercando di realizzare un colpo di Stato per portare la destra al potere anche in Italia. Nella lettera il funzionario del ministero si sarebbe raccomandato con l'ambasciatore perché non venissero alla luce possibili collegamenti tra le autorità greche e l'operato degli «amici italiani», consigliando che questi venissero invitati a cercare assistenza tramite rappresentanze greche non ufficiali[6]. Nel testo del documento, reso noto pochi giorni dopo da l'Unità, Paese Sera e L'Espresso, ma trascurato dalla maggior parte della stampa italiana, vi era anche un riferimento esplicito agli attentati dell'aprile 1969 alla fiera campionaria di Milano[7].
- 12 dicembre 1969 – Nel pomeriggio, alle 16:37, dopo il normale orario di apertura al pubblico, nella sede della Banca Nazionale dell'Agricoltura di Piazza Fontana, a Milano, esplode una bomba composta da circa sette chili di tritolo che provocherà la morte di 17 persone e il ferimento di altre 88. Nello stesso giorno venne ritrovata un'altra bomba inesplosa a Milano, nella sede milanese della Banca Commerciale Italiana in piazza della Scala (fatta poi brillare), mentre a meno di un'ora da quella di Milano altre tre bombe esplodono a Roma (nelle vicinanze della Banca Nazionale del Lavoro, davanti all'Altare della Patria e all'ingresso del museo del Risorgimento), provocando diversi feriti. Le indagini si indirizzano quasi subito verso quella che sarà definita dai media la pista anarchica.
- 14 dicembre 1969 – Vittorio Ambrosini, anziano avvocato e giornalista di Milano, amico dell'allora Ministro dell'Interno Franco Restivo, scrive a questi una lettera in cui si diceva a conoscenza dei retroscena della strage, incolpando il gruppo di Ordine Nuovo. Ambrosini era un personaggio complesso: era stato capitano degli Arditi durante la prima guerra mondiale e aveva un passato con posizioni politiche e amicizie che spaziavano tra il comunismo, il fascismo e poi il neofascismo, oltre ad essere stato un frequentatore (durante gli anni sessanta) di Junio Valerio Borghese, Giovanni de Lorenzo e Pino Rauti[8]. Nel luglio 1970, sentito dai magistrati, ritratterà queste sue dichiarazioni, ma nel 1971, incontrandosi con l'amico deputato comunista Achille Stuani, gli confermerà nuovamente le sue accuse contro Ordine Nuovo. Secondo Ambrosini il 10 dicembre si sarebbe svolta a Roma una riunione di Ordine Nuovo (a cui lui aveva partecipato) in cui si era deciso di «andare a Milano e buttare per aria tutto» (frase che, a posteriori, aveva collegato alla strage) e che i responsabili dell'atto erano da ricercare tra i 18 membri del gruppo neofascista che erano stati in viaggio in Grecia per poi infiltrarsi tra i gruppi anarchici e dell'estrema sinistra[9].
- 15 dicembre 1969 – Il ferroviere anarchico Giuseppe Pinelli, arrestato subito dopo la strage, e da tre giorni interrogato in questura, muore poco dopo mezzanotte precipitando dalla finestra dell'ufficio del commissario Calabresi, al quarto piano dell'edificio. La polizia sostenne che si era trattato di un suicidio, dichiarando in un primo tempo ai media che questo suicidio era un atto volontario conseguente al crollo del suo alibi per il giorno dell'attentato e quindi, indirettamente, indizio di colpevolezza; questa versione verrà smentita nei giorni successivi, mentre Pinelli si rivelerà estraneo alla strage[10][11][12]. Le persone presenti nella stanza vengono indagate per omicidio colposo, ma sono assolte e la caduta viene ritenuta conseguenza di un malore che aveva colto Pinelli mentre questi era vicino alla finestra.
- 16 dicembre 1969 – Viene arrestato l'anarchico Pietro Valpreda, accusato di essere l'autore materiale della strage in base alla testimonianza del tassista Cornelio Rolandi, che affermò di averlo riconosciuto come passeggero trasportato alla banca quel giorno, e ad alcune informazioni giunte alla questura di Roma alcuni giorni prima da infiltrati presenti nel Circolo anarchico 22 marzo, relative ad un ipotetico deposito di esplosivi localizzato nella periferia romana[13]. Con lui vengono arrestati anche Mario Merlino (che si rivelerà poi nelle indagini svolte durante gli anni essere un neofascista infiltrato nel gruppo[1][14][15][16]) e altri componenti del Circolo anarchico 22 marzo. La provenienza delle borse usate per contenere l'esplosivo (acquistate a Padova) e del timer apre però una nuova «pista nera» che porterà dopo più di un anno all'arresto di due esponenti del gruppo neofascista Ordine Nuovo: Franco Freda e Giovanni Ventura. Mentre le indagini della polizia sono concentrate sulla «pista anarchica» e sugli ambienti della sinistra, Guido Lorenzon, segretario di una sezione della Democrazia Cristiana di Treviso, fornisce ad un magistrato un resoconto di alcune conversazioni avute con un suo amico Giovanni Ventura (già sospettato dai magistrati di essere responsabile di un attentato contro il rettore ebreo dell'università di Padova) che potrebbero indicare l'implicazione di quest'ultimo nella strage di piazza Fontana e in alcuni attentati ai treni compiuti nel Nord Italia nella notte tra l'8 e il 9 agosto 1969.

## 1970
- 27 marzo 1970 - Il punto vendita Coin di Mestre è oggetto di un attentato dinamitardo, di cui diversi anni dopo si scoprirà essere stato utilizzato lo stesso lotto di esplosivo della strage di piazza Fontana[17]

## 1971
- 13 aprile 1971 – Vengono arrestati Franco Freda e Giovanni Ventura.
- 1971 - Gli interrogatori dei testimoni riguardo alla morte di Pinelli presentarono alcune discrepanze, a seguito dei quali, l'alto magistrato, presidente Carlo Biotti ordinò la riesumazione della salma di Giuseppe Pinelli e la relativa autopsia[18]. L'avvocato di Calabresi, Michele Lener, chiese la ricusazione[19] e le investigazioni furono rimandante di due anni[20]
- 16 luglio 1971 – A Milano muore di infarto Cornelio Rolandi, unico testimone contro Pietro Valpreda[21].
- 21 ottobre 1971 – Il settantottenne Vittorio Ambrosini muore suicida, lanciandosi da una finestra del settimo piano della clinica in cui è ricoverato per un sospetto infarto.
- novembre 1971 – Un muratore, nell'eseguire delle riparazioni sul tetto di una casa di Castelfranco Veneto (TV), sfonda il tramezzo divisorio di un'abitazione di proprietà di un consigliere comunale socialista, Giancarlo Marchesin, scoprendo un arsenale di armi ed esplosivi (alcuni riconducibili alle dotazioni della NATO). Marchesin, dopo essere stato arrestato, dichiara che quelle armi sono state nascoste lì da Giovanni Ventura qualche giorno dopo il 12 dicembre 1969.[22]

## 1972
- 21 febbraio 1972 – Marco Pozzan, amico di Franco Freda e custode di un istituto dell'università di Padova dove erano soliti riunirsi Ventura, Freda ed altri esponenti di Ordine Nuovo, durante un interrogatorio (ne seguirà un altro il 1º marzo), sostiene che il via alla pianificazione dagli attentati era avvenuto durante una riunione svoltasi il 18 aprile 1969 a cui avrebbe partecipato anche Pino Rauti (allora a capo di Ordine Nuovo) e un giornalista membro dei servizi segreti (successivamente ritratterà la sua confessione e negherà la presenza di Rauti alla riunione). Il custode ritratterà successivamente la sua testimonianza[23]. A Pozzan verrà concessa la libertà provvisoria ma, dopo essere scarcerato, di lui si perdono le tracce. Successivamente si scoprirà che Pozzan venne fatto fuggire in Spagna dal SID, usando un passaporto a nome di «Mario Zanella»[24], documento poi riportato in Italia dal maresciallo Esposito che aveva accompagnato il custode in terra iberica e, secondo alcune ricostruzioni, in loco avrebbe dovuto essere usato come informatore dal capitano Antonio Labruna. È stato fatto notare nella pubblicistica legata alla strage che il nome «Mario Zanella» comparirà alcuni anni dopo nella lista degli iscritti della P2[25] e che, al contrario di buona parte degli altri iscritti, quest'ultimo non verrà mai identificato con una persona precisa[24].
- 23 febbraio 1972 – Si apre a Roma il primo processo per la strage, con imputati Valpreda e Merlino. Alcuni giorni dopo il processo verrà trasferito prima a Milano (incompetenza territoriale) e poi il 13 ottobre a Catanzaro (motivi di ordine pubblico)[26].
- 3 marzo 1972 – Freda e Ventura vengono arrestati assieme a Pino Rauti (il fondatore di Ordine Nuovo). Le indagini, affidate ai giudici Gerardo D'Ambrosio, Luigi Fiasconaro ed Emilio Alessandrini (ucciso poi nel gennaio 1979 da esponenti del gruppo Prima Linea), inizieranno ad evidenziare i legami tra estremismo di destra e servizi segreti.
- 6 marzo 1972 – Il processo viene trasferito a Milano.
- 24 marzo 1972 – Viene scarcerato Pino Rauti, senza però che vengano fatti cadere i capi d'accusa.
- 7 maggio 1972 – Elezioni anticipate: Pino Rauti viene eletto deputato nelle liste del Movimento Sociale Italiano[27]. Il manifesto candida Pietro Valpreda che non viene eletto[28][29].
- 17 maggio 1972 – A Milano, in via Cherubini, attorno alle 9:15, il commissario di polizia Luigi Calabresi, funzionario dell'ufficio politico della questura, rimase vittima di un attentato politico, ucciso con due colpi di pistola sparati uno alla nuca e l'altro alla schiena, da un commando di due uomini, Leonardo Marino e Ovidio Bompressi, su mandato di Adriano Sofri e Giorgio Pietrostefani, militanti di Lotta Continua, organizzazione della sinistra extraparlamentare[30].
- 13 ottobre 1972 – La Corte di Cassazione, applicando la disciplina allora vigente sulla rimessione dei processi in altra sede per motivi di ordine pubblico, assegna la competenza sul processo a Catanzaro[31].
- 20 ottobre 1972 – Vengono emessi tre avvisi a procedere, per omissione di atti d'ufficio nelle indagini, nei confronti di Elvio Catenacci, dirigente degli affari riservati del Ministero dell'Interno, del questore di Roma Bonaventura Provenza e del Capo dell'ufficio politico della Questura di Milano Antonino Allegra.
- 29 dicembre 1972 – Dopo tre anni di carcere vengono rimessi in libertà Valpreda e altri anarchici grazie ad una legge che prevede la possibilità di concedere la libertà provvisoria per i reati in cui è obbligatorio il mandato di cattura.

## 1973
- 15 maggio 1973 – Vengono incriminati Guido Giannettini, che fugge a Parigi e, anche a seguito di alcune dichiarazioni di Ventura sul legame di un «giornalista di destra» con la strage, il giornalista de La Nazione Guido Paglia, appartenente ad Avanguardia Nazionale (successivamente prosciolto in istruttoria dal giudice D'Ambrosio)[32]. Si scoprirà successivamente che la fuga di Giannettini era stata coperta dal SID, di cui era collaboratore, e che in Francia continuerà ad essere stipendiato per diverso tempo dai servizi[26].
- 21 novembre 1973 – Il Tribunale di Roma condanna per violazione dell'articolo 12 delle disposizioni transitorie e finali della Costituzione (riorganizzazione del partito fascista) Ordine Nuovo, che viene sciolto due giorni dopo tramite un decreto governativo firmato dall'allora Ministro dell'Interno Paolo Emilio Taviani.

## 1974
- 18 marzo 1974 – A Catanzaro riprende il processo, ma viene nuovamente interrotto dopo un mese a causa della comparsa di due nuovi imputati: Freda e Ventura[26].
- 20 giugno 1974 – Giulio Andreotti, all'epoca Ministro della Difesa, indicherà in un'intervista a Il Mondo Guido Giannettini come collaboratore del SID[33], sostenendo che era stato uno sbaglio non rivelare durante le indagini dei mesi precedenti l'appartenenza di Giannettini ai servizi.
- 8 agosto 1974 – Guido Giannettini si consegna all'ambasciata italiana di Buenos Aires.

## 1975
- 27 gennaio 1975 – Riprende il processo (il terzo): tra gli imputati ci sono sia anarchici che neofascisti, secondo una tesi accusatoria che salva le due opposte inchieste fino ad allora condotte; essa si impernia sulla misteriosa figura dell'anarchico Mario Merlino, che sarebbe punto di contatto (o più probabilmente infiltrato) dell'estrema destra con l'anarchia. Anche questa volta il processo viene interrotto successivamente per la comparsa di un nuovo imputato: Guido Giannettini[26].
- 12 luglio 1975 – Umanità Nova, settimanale della Federazione Anarchica Italiana, pubblica una foto dell'anarchico Enrico Rovelli (appartenente al circolo Ponte della Ghisolfa), accusato di essere un informatore della polizia. Con la scoperta dell'archivio dell'Ufficio Affari Riservati del Ministero dell'Interno, ritrovato abbandonato in un deposito sulla via Appia nel 1996 durante l'inchiesta del giudice milanese Guido Salvini, diviene nota la sua funzione di informatore di questo servizio, col nome in codice di Anna Bolena. Rovelli (che successivamente era divenuto un imprenditore in campo musicale, manager di Patty Pravo e Vasco Rossi) dopo la pubblicazione delle notizie sul suo passato affermerà di essere stato inizialmente avvicinato dall'ufficio del commissario Luigi Calabresi (che lo avrebbe costretto a fornire informazioni in cambio del rinnovo mensile della licenza di un suo locale) e successivamente da un agente dell'Ufficio Affari Riservati, l'ispettore Alduzzi, agli ordini del vicecapo Silvano Russomanno (che sarebbero stati interessati ad ottenere direttamente le informazioni sul mondo anarchico milanese, senza la mediazione della questura). È stato ipotizzato da alcuni media che la pista anarchica portata avanti dall'ufficio politico della questura di Milano si sarebbe basata anche sulle informazioni fornite da Rovelli, il quale tuttavia ha affermato di non aver mai fornito informazioni sul circolo Ponte della Ghisolfa[34][35]. Rovelli ha anche affermato che parte delle dichiarazioni attribuite ad Anna Bolena, reperite negli archivi ritrovati sulla via Appia, in realtà non sarebbero state comunicate da lui, ipotizzando quindi che con quel soprannome si indicassero anche altri informatori oltre a lui[36]. Lo stesso capo dell'ufficio politico della questura milanese, Antonino Allegra, durante l'audizione davanti alla Commissione Stragi ha escluso che Rovelli abbia fornito informazioni sull'attentato di piazza Fontana[13].
- 27 ottobre 1975 – Il giudice D'Ambrosio chiude l'inchiesta sulla morte di Pinelli. La sentenza afferma che l'anarchico è morto per un malore che lo ha fatto cadere dalla finestra. Tutti gli indiziati vengono prosciolti[37]. Nel corso degli anni gli organi di informazione parleranno di «malore attivo»[38].

## 1976
- 29 marzo 1976 – Vengono arrestati il generale Gianadelio Maletti, capo del reparto D (controspionaggio) del SID, e il capitano Antonio Labruna, con l'accusa di aver cercato di far evadere Giovanni Ventura, e l'accusa di falso ideologico in atto pubblico e favoreggiamento personale nei confronti di Guido Giannettini e Marco Pozzan.

## 1977
- 18 gennaio 1977 – Si riapre il processo a Catanzaro (il quarto) con come imputati anche membri del SID[26]. Il Presidente del consiglio Giulio Andreotti, chiamato a testimoniare sulle circostanze in cui tre anni prima era stato opposto il segreto politico-militare ai magistrati che indagavano su Giannettini, pronuncia trentatré volte le parole «non ricordo» durante un interrogatorio sotto giuramento dinanzi alla Corte d'assise.
- 10 dicembre 1977 – muore di infarto sul pontile di Alassio il giudice Carlo Biotti

## 1978
- 16 marzo 1978 – Viene rapito dalle Brigate Rosse Aldo Moro, che verrà poi ucciso il successivo 9 maggio. Durante la sua prigionia subirà un interrogatorio da parte dei rapitori, che ne trarranno un memoriale. Le BR, effettive estensori del memoriale, ricorreranno all'artificio retorico di far parlare Aldo Moro in prima persona. Non è possibile accertare se, e in quale misura, il contenuto del Memoriale corrisponda all'effettivo pensiero di Aldo Moro. Nel memoriale accuserà della strategia della tensione mandanti «che si collocano fuori dell'Italia», e parlerà di «connivenze di organi dello Stato e della Democrazia Cristiana in alcuni suoi settori», sostenendo:

(Dal memoriale di Aldo Moro)

Specificatamente sulla strage di piazza Fontana affermerà: 
(Dal memoriale di Aldo Moro)
- 4 ottobre 1978 – La polizia accerta la scomparsa di Franco Freda avvenuta, secondo le indagini, nella settimana precedente.

## 1979
- 16 gennaio 1979 – Giovanni Ventura a Catanzaro elude la sorveglianza della polizia e fugge all'estero.
- 23 febbraio 1979 – Si conclude il processo a Catanzaro: Freda, Ventura e Giannettini vengono condannati all'ergastolo come organizzatori della strage, vengono condannati a 4 anni e 6 mesi Valpreda e Merlino per associazione a delinquere (assolti per insufficienza di prove dall'accusa di strage); a 4 anni il generale Gianadelio Maletti e a 2 anni di reclusione il capitano Antonio Labruna del SID per favoreggiamento; a 1 anno il maresciallo Gaetano Tanzilli (ex SID) per falsa testimonianza[40]. I condannati verranno poi assolti in appello[26], ma la Cassazione annullerà la sentenza e ordinerà l'apertura di un nuovo processo[26].
- 12 agosto 1979 – Giovanni Ventura viene arrestato a Buenos Aires per possesso e uso di documenti falsi.
- 23 agosto 1979 – Franco Freda viene individuato in Costa Rica, arrestato e poi estradato in Italia.

## 1980
- 22 maggio 1980 – Comincia a Catanzaro il processo d'appello[41].
- 12 dicembre 1980 – L'accusa chiede la condanna all'ergastolo per Freda, Ventura, Giannettini, Valpreda e Merlino[42].

## 1981
- 20 marzo 1981 – A Catanzaro si conclude il processo d'appello: tutti gli imputati sono assolti dall'accusa di strage per insufficienza di prove. Freda e Ventura sono condannati a 15 anni per le bombe del 1969 a Padova (13 aprile) e Milano (25 aprile) e per le bombe sui treni (8 e 9 agosto), a Valpreda e Merlino sono confermate le condanne per associazione a delinquere; vengono ridotte le condanne al generale Maletti (2 anni) e al capitano Labruna (1 anno e 2 mesi), e viene assolto il maresciallo Tanzilli[43][44]. Viene dichiarata inammissibile l'accusa di associazione sovversiva per Massimiliano Fachini.
- 21 maggio 1981 – Viene diffuso dall'ufficio stampa della presidenza del consiglio dei ministri il contenuto della lista degli iscritti alla P2 (sequestrato alcuni mesi prima), tra i nomi compaiono anche quello generale Gianadelio Maletti, che però negherà sempre un suo coinvolgimento con la loggia, e del capitano Antonio Labruna, che affermerà di essersi infiltrato (dopo un invito da parte del colonnello Antonio Viezzer), con lo scopo di controllare il gruppo, dietro consiglio di Maletti[45].
- 14 ottobre 1981 – La Procura generale di Catanzaro decide di riaprire l'inchiesta sulla strage ed emette due comunicazioni giudiziarie nei confronti dell'ex capo di Avanguardia Nazionale Stefano Delle Chiaie per reato di strage e contro Mario Merlino per associazione sovversiva.

## 1982
- 10 giugno 1982 – La Corte di Cassazione annulla la sentenza d'appello di Catanzaro e rinvia il processo a Bari, confermando solo la parte di sentenza che prevedeva l'assoluzione di Guido Giannettini[46].
- 23 dicembre 1982 – A Catanzaro il giudice istruttore Emilio Ledonne, titolare di nuova indagine sui fatti[47] emette mandato di cattura contro Stefano Delle Chiaie.

## 1984
- 13 dicembre 1984 – A Bari inizia il nuovo processo d'appello[48]. Gli imputati sono Franco Freda, Giovanni Ventura, Pietro Valpreda e Mario Merlino, accusati di strage; Gianadelio Maletti e Antonio Labruna per favoreggiamento; Gaetano Tanzilli per falsa testimonianza.

## 1985
- 1º agosto 1985 – A Bari la Corte d'assise d'appello assolve per insufficienza di prove Franco Freda, Giovanni Ventura, Mario Merlino e Pietro Valpreda, ma condanna gli ex ufficiali del SID Gianadelio Maletti (1 anno) e Antonio Labruna (10 mesi di reclusione) rispettivamente per falsità ideologica in atto pubblico. Il maresciallo Gaetano Tanzilli è assolto per non aver commesso il fatto. Il PM aveva chiesto per Freda e Ventura la conferma della condanna all'ergastolo inizialmente emessa in primo grado, per il delitto di strage continuata, e l'assoluzione per intervenuta prescrizione per altri reati minori legati alla serie di bombe fatte esplodere il 12 dicembre[49], mentre aveva chiesto l'assoluzione piena per Valpreda e per insufficienza di prove per Merlino[50]. Freda rimarrà comunque in carcere per via di una condanna a 15 anni per associazione sovversiva che era stata emessa precedentemente a Catanzaro[50].
- 31 agosto 1985 – Dopo che il governo italiano ha ritirato la richiesta di estradizione in seguito all'assoluzione le autorità argentine scarcerano Giovanni Ventura.

## 1986
- 1º marzo 1986 – A Lecce la Corte d'assise d'appello concede la semilibertà a Franco Freda che sta scontando la condanna a 15 anni nel carcere di Brindisi.

## 1987
- 27 gennaio 1987 – La Corte di Cassazione dichiara inammissibili e rigetta tutti i ricorsi presentati dagli imputati e dal PG della Corte d'assise d'appello di Bari contro la sentenza di secondo grado pronunciata 1º agosto 1985, rendendola definitiva[51].
- 27 marzo 1987 – Viene arrestato a Caracas in Venezuela Stefano Delle Chiaie dagli agenti della DISIP (Direccion de servicios de inteligencia y prevencion).
- 31 marzo 1987 – Stefano Delle Chiaie viene trasferito in Italia e incarcerato a Roma nel carcere di Rebibbia.
- 26 ottobre 1987 – Sesto processo, sempre a Catanzaro: imputati sono i neofascisti Massimiliano Fachini e Stefano Delle Chiaie[26].

## 1989
- 5 febbraio 1989 – Il PM di Catanzaro chiede l'ergastolo per Stefano Delle Chiaie e l'assoluzione per insufficienza di prove per Massimiliano Fachini[52].
- 20 febbraio 1989 – Massimiliano Fachini e Stefano Delle Chiaie vengono assolti per non aver commesso il fatto[26]; Stefano Delle Chiaie viene scarcerato[53].

## 1990
- 1990 – Le indagini subiscono una svolta: Delfo Zorzi viene sospettato di essere l'esecutore materiale della strage. Zorzi era stato condannato in primo grado e poi assolto in appello e in Cassazione per il reato di ricostituzione del Partito fascista nell'ambito del processo per la strage di Peteano[54] ed era ritenuto legato all'Ufficio affari riservati del Ministero dell'Interno di Federico Umberto D'Amato[55]. Zorzi emigrò in Giappone subito dopo la strage e vi risiede ancora oggi, nonostante le richieste del governo italiano; la controparte giapponese si rifiutò di estradarlo in quanto Zorzi era ormai divenuto cittadino giapponese.

## 1991
- 5 luglio 1991 – La Corte d'assise d'appello di Catanzaro conferma la sentenza del 20 febbraio 1989 e assolve Stefano Delle Chiaie[26]: l'accusa aveva chiesto l'assoluzione per l'accusa di strage e una condanna a 12 anni per associazione sovversiva[56].

## 1992
- ottobre 1992 – Viene arrestato ed estradato in Italia da Santo Domingo Carlo Digilio, ex membro di Ordine Nuovo, esperto di armi e esplosivi (negli anni ottanta era stato anche segretario del Poligono di tiro del Lido a Venezia), in contatto con i servizi segreti statunitensi (era anche figlio di un agente dell'OSS e poi della CIA), su cui pendeva una condanna definitiva a 10 anni di carcere.

## 1993
- giugno 1993 – Digilio parla del coinvolgimento della CIA nelle attività di Ordine Nuovo. Affermerà di aver ispezionato personalmente i congegni esplosivi usati nelle stragi di Piazza Fontana e di Brescia. Il suo nome in codice sarebbe stato «Zio Otto». Digilio sosterrà nelle sue confessioni rilasciate durante gli anni che Zorzi gli aveva comunicato prima una sua partecipazione all'attentato di Milano, cambiando poi versione e ammettendo la partecipazione a quello di Roma. Digilio sosterrà anche che Maggi gli aveva parlato degli attentati come parte di una strategia atta a provocare una svolta alla politica del paese, con il beneplacito degli Stati Uniti e che la destra non sarebbe stata danneggiata in quanto chi li aveva organizzati aveva fatto in modo che le indagini si orientassero altrove. Digilio sostenne che il suo referente nei servizi statunitensi, il capitano David Carret, gli confermò quanto detto da Maggi e che questo progetto era fallito per i tentennamenti di una parte della Democrazia Cristiana e del governo presieduto da Mariano Rumor che non aveva dichiarato lo «stato di emergenza».

## 1994
- ottobre 1994 – Dopo aver ricevuto alcuni avvisi di garanzia per indagini relative a diversi attenti e stragi, grazie all'intermediazione del SISMI, inizia a collaborare con i giudici anche Martino Siciliano, ex appartenente al gruppo di Ordine Nuovo di Mestre, che da quasi venti anni viveva all'estero. Martino, che sosterrà di non aver partecipato alla preparazione dell'attentato di piazza Fontana, ma alla preparazione di quelli falliti durante l'autunno 1969 a Trieste e Gorizia[57] (per cui era al tempo stato indagato e prosciolto insieme a Delfo Zorzi) che sarebbero stati da effettuare in chiave anti-slava per protestare contro la prevista (e poi non avvenuta) visita del Presidente della Repubblica Saragat in Jugoslavia. A Martino comunque, secondo le sue dichiarazioni, Zorzi, qualche settimana dopo la strage di piazza Fontana, avrebbe confidato che gli attentati di dicembre erano stati progettati dagli alti esponenti di Ordine Nuovo in chiave anti-comunista, che gli anarchici arrestati dopo la strage erano solo dei capri espiatori e che i problemi con gli inneschi (che avevano fatto fallire molti dei precedenti attentati, dall'ordinanza del Giudice Istruttore Guido Salvini: «Attentato al Palazzo di Giustizia di Torino, i due attentati al Palazzo di Giustizia di Roma, quello all'Ufficio Istruzione di Milano, due dei dieci attentati ai treni e gli attentati di Trieste e Gorizia») erano stati risolti grazie al lavoro di «Zio Otto». Martino sosterrà anche che Carlo Maria Maggi era responsabile dell'invio di diverse lettere di minaccia contro il giudice istruttore Giancarlo Stiz di Treviso, il primo ad orientare le indagini verso la «pista nera» indagando la cellula di Ordine Nuovo di cui facevano parte Franco Freda e Giovanni Ventura[58].

## 1995
- 11 aprile 1995 – Un'inchiesta parallela a quella sulla strage di piazza Fontana, condotta dal giudice Guido Salvini, incentrata sull'attività dei gruppi eversivi dell'estrema destra, dopo quattro anni di lavoro in cui sono state indagate 26 persone e ascoltati oltre 400 testimoni, porta a Milano al rinvio a giudizio per Giancarlo Rognoni (leader del gruppo La Fenice), Nico Azzi (autore di un attentato sul treno Roma-Milano nel quale egli stesso rimase ferito), Paolo Signorelli, Sergio Calore, Carlo Digilio e Ettore Malcangi e vengono trasmessi a Roma gli atti riguardanti Licio Gelli per il reato di cospirazione politica (reato per il quale non si potrà procedere in quanto non previsto negli accordi per l'estradizione di Gelli alla Svizzera). Per il generale SID Gianadelio Maletti, Giancarlo D'Ovidio, Stefano Delle Chiaie, Angelo Izzo e Guido Giannettini, fatti oggetto di indagine per motivazioni diverse in questo procedimento non si procede oltre per l'avvenuta prescrizione degli eventuali reati compiuti.
- maggio 1995 – Carlo Digilio viene colpito da un ictus, che compromette le sue capacità mnemoniche, da questo momento alcune delle sue testimonianze si faranno confuse e contraddittorie.
- 26 giugno 1995 – Il Raggruppamento operativo speciale dei Carabinieri, nell'ambito dell'inchiesta portata avanti dal giudice Guido Salvini, acquisisce la testimonianza del generale ed ex agente dei servizi segreti Nicola Falde. Secondo quanto riferito dal generale, che aveva lasciato il SID nel 1969 a suo dire per contrasti con l'ammiraglio Eugenio Henke, tra la fine del 1970 e l'inizio del 1971 questi avrebbe appreso da alcuni ex-colleghi che alla preparazione dell'attentato aveva collaborato l'Ufficio Affari riservati del Ministero dell'Interno, guidato da Federico Umberto D'Amato, mentre lo stesso SID avrebbe fornito successivamente una copertura agli autori della strage. Nel 1997 la testimonianza è stata messa agli atti della commissione Stragi ed è divenuta pubblica[59].
- luglio 1995 – Delfo Zorzi e l'ex responsabile nel triveneto di Ordine Nuovo Carlo Maria Maggi sono iscritti nel registro degli indagati con l'accusa di strage.
- ottobre 1995 – Il PM di Venezia Felice Casson iscrive il giudice Guido Salvini nel registro degli indagati: secondo Carlo Maria Maggi un ufficiale dei ROS, su richiesta di Salvini, aveva cercato di convincerlo a collaborare in cambio di denaro e la stessa richiesta sarebbe stata fatta ed accettata da Martino Siciliano. Nel febbraio 1999 il GIP di Venezia archivierà le accuse.
- 10 novembre 1995 – Dopo alcune rivelazioni del quotidiano La nuova Venezia, il telegiornale dell'emittente Videomusic annuncia che il giudice Guido Salvini sarebbe dell'opinione che la strage sia opera di Delfo Zorzi. Il giudice protesterà per la fuga di notizie.

## 1996
- 23 luglio 1996 – Su richiesta del PM di Milano Grazia Pradella sono arrestati Roberto Raho, Pietro Andreatta, Piercarlo Montagner e Stefano Tringali, con l'accusa di favoreggiamento personale aggravato da finalità di terrorismo ed eversione. Verranno successivamente scarcerati.

## 1997
- 19 maggio 1997 – Viene pubblicato da Arnoldo Mondadori Editore il libro Piazza Fontana, la verità su una strage, scritto da Fabrizio Calvi e Frédéric Laurent. Il testo contiene alcuni verbali di interrogatori, ancora ufficialmente secretati (stando al pubblico ministero Grazia Pradella frutto di fughe di notizie che potrebbero danneggiare l'indagine), tra cui quello in cui Carlo Digilio afferma di aver raccolto la confidenza di Delfo Zorzi sulla partecipazione di quest'ultimo all'attentato a Milano, poi modificata in una sua partecipazione a quello dello stesso giorno alla Banca Nazionale del Lavoro. Sempre secondo la versione data da Digilio, Zorzi gli avrebbe anche confidato la partecipazione dei servizi segreti all'organizzazione degli attentati[60].
- 14 giugno 1997 – Il GIP Clementina Forleo emette due ordini di custodia cautelare nei confronti di Carlo Maria Maggi e Delfo Zorzi.
- 1º luglio 1997 – Viene ascoltato dalla commissione stragi il senatore democristiano Paolo Emilio Taviani, più volte ministro dell'Interno e al tempo della strage ministro per la Cassa per il Mezzogiorno. Taviani nell'audizione afferma di ritenere corretto l'esito della sentenza di colpevolezza emessa nel 1979 dalla Corte d'assise di Catanzaro, che venne poi ribaltata nel 1985 dalla Corte d'assise d'appello di Bari. Taviani afferma nell'audizione che alcuni giorni dopo i fatti, il 21 dicembre 1969, ebbe un incontro con il capo della polizia, Angelo Vicari, con cui aveva instaurato un buon rapporto risalente al suo incarico come ministro dell'Interno, e che questi gli riferì che dalle prime indagini la pista legata ai gruppi anarchici o di sinistra sembrava la più probabile, pur non avendo ancora certezze. Secondo quanto riferito in commissione, quando Taviani nel 1973 tornerà al ministero Vicari era da poco andato in pensione e a questo era succeduto Efisio Zanda Loy; l'allora ministro discusse nuovamente la questione con il questore Emilio Santillo, collaboratore di Loy es ex capo dell'Antiterrorismo[61], il quale avrebbe affermato di ritenere che la bomba sarebbe stata piazzata da «un gruppo di estrema destra, emarginato dal Movimento sociale e proveniente dal Veneto» e che tale «gruppo sarebbe stato protetto da uomini del Sid». Santillo avrebbe anche affermato che lo stesso Vicari negli anni tra i fatti e la pensione avrebbe cambiato opinione sulla pista anarchica[62]. Il presidente della commissione Giovanni Pellegrino, in alcune interviste e libri, oltre che in una successiva audizione, ha affermato che durante l'audizione Taviani avrebbe anche affermato che «la strage di Piazza Fontana è stata organizzata da persone serie; probabilmente il suo effetto sanguinoso non era voluto: la bomba sarebbe dovuta esplodere a banca chiusa, come esplosero le bombe contemporanee a Roma»[63].

## 1998
- 2 marzo 1998 – Per problemi di salute Carlo Maria Maggi ottiene la scarcerazione, ma gli viene imposto l'obbligo di dimora nella sua abitazione a Venezia.
- 21 maggio 1998 – La Procura di Milano chiude l'inchiesta sulla strage e deposita la richiesta di rinvio a giudizio per Carlo Maggi (medico veneziano che era a capo di Ordine Nuovo nel Triveneto nel 1969), Delfo Zorzi, Giancarlo Rognoni (capo del gruppo estremista di destra chiamato La Fenice), Carlo Digilio e per i due ex appartenenti ad Ordine Nuovo Andreatta e Montagner, accusati di favoreggiamento. I magistrati della procura milanese aprirono due stralci di inchiesta riguardanti Dario Zagolin, per dei suoi presunti contatti con Licio Gelli e uno riguardante la squadra 54, un nucleo speciale di quattro poliziotti dell'Ufficio Affari riservati del Viminale, che sarebbero stati presenti a Milano nei giorni dell'attentato di Piazza Fontana e avrebbero collaborato successivamente con le indagini di Calabresi e Allegra favorendo i primi depistaggi.
- giugno 1998 – Carlo Digilio viene dichiarato incapace di sottoporsi ad ulteriori esami testimoniali per «decadimento delle facoltà mnemoniche» dai periti nominati dal GIP Forleo, a causa della perdita di memoria dovuta ad un nuovo ictus.

## 1999
- 13 aprile 1999 – Comincia l'udienza preliminare, con come imputati per concorso in strage Carlo Maria Maggi, Delfo Zorzi, Giancarlo Rognoni e Carlo Digilio. Franco Freda e Giovanni Ventura non sono imputabili perché assolti nei precedenti processi di Catanzaro e Bari. Piero Andreatta e Piercarlo Montagner sono accusati di favoreggiamento nei confronti di Zorzi e Maggi; Stefano Tringali è accusato di favoreggiamento nei confronti di Zorzi, mentre Roberto Raho è accusato di favoreggiamento nei confronti di Maggi.
- 8 giugno 1999 – Vengono rinviati a giudizio per strage Delfo Zorzi, Carlo Maria Maggi e Giancarlo Rognoni, per favoreggiamento nei confronti di Zorzi viene rinviato a giudizio Stefano Tringali[64]. In seguito verrà rinviato a giudizio anche Carlo Digilio.

## 2000
- 9 febbraio 2000 – Durante un'intervista al TG2 Delfo Zorzi afferma che i servizi segreti italiani avrebbero dato 100 milioni di lire a Martino Siciliano per spingerlo a indicare in lui l'autore materiale della strage.
- 24 febbraio 2000 – Inizia a Milano il settimo processo. Il GIP Clementina Forleo dispone per Piero Andreatta, Piercarlo Montagner e Roberto Raho il «non luogo a procedere» perché indagati in procedimenti connessi (non essendo processabili per autofavoreggiamento).
- 8 luglio 2000 – In un'intervista rilasciata a Gigi Marcucci e Paola Minoliti nel carcere di Opera, Vincenzo Vinciguerra, ex membro di Ordine Nuovo e dal 1974 membro di Avanguardia Nazionale, responsabile della strage di Peteano, costituitosi nel 1979 e che in un verbale di interrogatorio del 1985 sostenne che tra il 1971 e il 1972 gli venne chiesto più volte di uccidere Mariano Rumor, dichiara che questo omicidio gli venne richiesto in quanto da Rumor Ordine Nuovo si sarebbe aspettato la dichiarazione dello «stato di emergenza» dopo la strage di piazza Fontana. Nella stessa intervista Vinciguerra sostiene anche che Avanguardia Nazionale, gruppo indagato per diverse stragi avvenute alla fine degli anni sessanta, non esisteva ufficialmente in quegli anni (essendosi sciolta nel 1965 e ricostituita solo nel 1970) e i suoi membri in quel periodo si erano infiltrati in altri gruppi, compresi quelli legati all'estrema sinistra. Vinciguerra nell'intervista sostiene anche che «Avanguardia Nazionale nel 1969 era la struttura clandestina del Fronte Nazionale», gruppo quest'ultimo facente riferimento al principe Junio Valerio Borghese[65].
- 4 agosto 2000 – Gianadelio Maletti, l'ex capo dell'ufficio D del SID (dal 1971 al 1975), residente in Sudafrica e con diverse condanne pendenti in Italia (oltre a quella per i depistaggi relativi alla strage di piazza Fontana) rilascia un'intervista al quotidiano la Repubblica[66] in cui parla del coinvolgimento della CIA nelle stragi compiute dai gruppi di destra: secondo Maletti non sarebbe stata determinante nella scelta dei tempi e degli obbiettivi, ma avrebbe fornito ad Ordine Nuovo attrezzature ed esplosivo (proveniente dalla Germania Ovest), tra cui, in base alle indagini effettuate a suo tempo dal SID, anche quello impiegato nella strage di piazza Fontana. Secondo Maletti lo scopo di questo comportamento era quello di creare un clima favorevole ad un colpo di stato simile a quello avvenuto nel 1967 in Grecia. Maletti nell'intervista ha anche riferito il fatto che al SID, nonostante questo avesse informato il governo di quanto scoperto, non fu mai chiesto di intervenire e che la CIA, tramite infiltrati e collaboratori, fungeva da «collegamento tra diversi gruppi di estrema destra italiani e tedeschi».
- 7 settembre 2000 – Il Senatore a vita Paolo Emilio Taviani, interrogato nell'abito delle nuove indagini sulla strage di piazza Fontana, disse che «La sera del 12 dicembre 1969 il dottor Fusco, defunto negli anni ottanta, stava per partire da Fiumicino per Milano, era un agente di tutto rispetto del SID [...] Doveva partire per Milano recando l'ordine di impedire attentati terroristici. A Fiumicino seppe dalla radio che una bomba era tragicamente scoppiata e rientrò a Roma. Da Padova a Milano si mosse, per depistare le colpe verso la sinistra, un ufficiale del SID, il Ten. Col. Del Gaudio.», ricostruzione che successivamente, il 13 marzo 2001, venne confermata dalla figlia del dottor Fusco (la quale sostenne anche che il non aver impedito la strage fu per il padre il «cruccio della sua vita» e che questi, «rautiano di ferro», molto probabilmente aveva appreso dell'episodio del 12 dicembre non dai servizi per cui lavorava, ma dalle sue conoscenze negli ambienti della destra). Taviani sostenne di essere venuto a conoscenza di questo fatto in un primo tempo da un religioso e che poi gli fu confermato da Vito Miceli[67][68]. L'ex tenente Del Gaudio, a seguito della pubblicazione della notizia nel dicembre del 2000, smentirà la sua appartenenza al SID, sostenendo che in quel periodo si trovava in servizio a Roma al Comando Generale dell'Arma dei Carabinieri[69].
- 20 settembre 2000 – Il collaboratore di giustizia Martino Siciliano non si presenta a testimoniare al processo. In una lettera al suo avvocato sosterrà che il suo comportamento era un atto di protesta contro lo Stato perché, per la sua collaborazione, lo pagava «una miseria»[70].

## 2001
- 18 maggio 2001 – Il PM chiede l'ergastolo per Delfo Zorzi, Carlo Maria Maggi e Giancarlo Rognoni, due anni per Stefano Tringali e la prescrizione a Carlo Digilio per aver collaborato nelle indagini[71].
- 30 giugno 2001 – Vengono condannati all'ergastolo per strage Delfo Zorzi, Carlo Maria Maggi e Giancarlo Rognoni, mentre i reati per Carlo Digilio, che avrà concesse le attenuanti generiche per la sua collaborazione, risultano prescritti[72]. Stefano Tringali è condannato a tre anni per favoreggiamento[73]. Secondo le motivazioni che verranno depositate nel gennaio seguente, pur non potendo risalire a chi fisicamente piazzò gli ordigni, sarebbero state provate a vario titolo le responsabilità di Maggi, Digilio, Zorzi e Rognoni[74].

## 2002
- 19 gennaio 2002 – Vengono depositate le motivazioni della sentenza: le dichiarazioni dei collaboratori di giustizia (Carlo Digilio, precedenti all'ictus, e Martino Siciliano) e quelle dei testimoni sono dichiarate «pienamente attendibili». I giudici scrivono che «l'obiettivo degli attentatori era provocare la morte di civili» e «creare tensione nel Paese» per favorire «forze golpiste»[75], aggiungendo che Delfo Zorzi, dopo il 1968, «teorizzò la strage», «portò la bomba a Milano» per poi vantarsene[75]. Carlo Maria Maggi fu «l'artefice della strategia eversiva», «l'organizzatore della strage» e «partecipò anche all'esecuzione» prestando «la sua Fiat 1100 per il trasporto dell'ordigno», mentre Giancarlo Rognoni fornì l'appoggio logistico»[75], anche se non è stato possibile accertare chi ha collocato materialmente la bomba[75]. Oltre alle persone condannate all'ergastolo viene accertata la responsabilità di Franco Freda e Giovanni Ventura, non più processabili essendo stati assolti dalla Cassazione in un precedente processo[75], e il contatto degli ordinovisti italiani con l'intelligence statunitense, anche se «resta dubbia l'identificazione dei referenti americani»[75].
- 10 aprile 2002 – Nell'ambito del processo per la strage di Brescia i difensori di fiducia di Delfo Zorzi presentano un memoriale firmato da Martino Siciliano, in cui questo il pentito ritratta tutte le accuse rivolte a Zorzi relative alle due stragi. Siciliano fa perdere le sue tracce e i magistrati ritengono che sia fuggito in Colombia.
- 10 giugno 2002 – Martino Siciliano, rientrato in Italia, viene arrestato a Milano. La sua presenza in Italia era stata scoperta grazie ad un altro ex di Ordine Nuovo, Giuseppe Fisanotti. I magistrati prima dell'arresto effettuano alcune intercettazioni ambientali e in queste (oltre che nelle confidenze che il pentito aveva fatto a Fisanotti), Siciliano dichiara di aver scritto il memoriale per via di un'offerta di denaro (500.000 dollari, di cui una prima parte gli era già stata consegnata ed era servita per pagare il viaggio dalla Colombia in Italia) fattagli dai legali di Zorzi, tra cui l'On. Gaetano Pecorella, al tempo presidente della commissione Giustizia della Camera dei deputati[76][77].
- 6 luglio 2002 – A 69 anni muore Pietro Valpreda, l'anarchico che fu accusato per primo della strage[78].
- 22 novembre 2002 – Viene scoperta una nuova fuga all'estero di Martino Siciliano, che aveva l'obbligo di dimora in un paese sugli Appennini[79]. Pochi giorni dopo, intervistato telefonicamente dal giornalista del Corriere della Sera Paolo Biondani, affermerà di aver ricevuto in realtà solo 115.000 dollari in tutto, tra il 1998 e il 2002, e non i 500.000 ipotizzati, il primo versamento dei quali sarebbe avvenuto il giorno stesso della sua prima fuga nel 1998, nel giorno in cui avrebbe dovuto deporre contro Zorzi al processo di Brescia[80].
- 11 dicembre 2002 – Il Corriere della Sera pubblica un'intervista a Siciliano, latitante in Francia, dove il pentito sostiene nuovamente di aver cambiato versione sul coinvolgimento di Zorzi nella strage a seguito del ricevimento di alcune somme di denaro, che gli intermediari di questi versamenti erano stati il suo ex difensore Fausto Maniaci e il difensore di Zorzi Gaetano Pecorella (entrambi i legali respingeranno le accuse) e che questa proposta era avvenuta dopo che le modifiche legislative del 1997 avevano reso nulli i verbali d'accusa non confermati in aula. Nella stessa intervista ha invitato gli ex membri di Ordine Nuovo a «trovare il coraggio di aggiungere al mio anche il loro pezzo di verità», sostenendo che al tempo «Ordine Nuovo era la mano armata del Msi» e che furono tutti strumentalizzati, confermando la partecipazione di Carlo Digilio alla preparazione degli ordigni[57].

## 2003
- 12 marzo 2003 – Rientra in Italia e si costituisce l'ex pentito Martino Siciliano.
- 16 ottobre 2003 – A Milano comincia il processo d'appello[81].

## 2004
- 22 gennaio 2004 – Il sostituto procuratore Laura Bertolè Viale, al termine della requisitoria, chiede la conferma delle condanne emesse nella sentenza di primo grado[82].
- 12 marzo 2004 – La Corte d'assise d'appello di Milano assolve Delfo Zorzi e Carlo Maria Maggi (all'epoca sotto processo anche per la strage alla Questura di Milano e sotto inchiesta per quella di Brescia) per insufficienza di prove, assolve Giancarlo Rognoni per non aver commesso il fatto[83] e riduce da tre anni ad uno la pena per Stefano Tringali. Vengono revocate l'ordinanza di arresto (mai eseguita) nei confronti di Zorzi e la misura cautelare dell'obbligo di dimora per Maggi[84].

## 2005
- 21 aprile 2005 – Inizia la verifica della Corte di Cassazione, che deve valutare il ricorso presentato dalla Procura di Milano contro l'assoluzione disposta dalla Corte d'assise d'appello.
- 28 aprile 2005 – Il PG della Cassazione chiede la conferma della sentenza d'appello[85].
- 3 maggio 2005 – La Cassazione conferma le assoluzioni degli imputati e l'obbligo, da parte dei parenti delle vittime, del pagamento delle spese processuali[86]. Quest'ultima decisione, pur se dettata dalla legge, viene duramente criticata anche da figure istituzionali, che parlano di beffa per i parenti delle vittime[87].
- 10 giugno 2005 – Vengono depositate le motivazioni della sentenza: per i giudici Carlo Digilio è un testimone «totalmente inattendibile» nelle sue «accuse ad altri»[88], essendosi rifiutato di fornire una confessione cartacea, nel tentativo di «ritagliarsi un ruolo di osservatore spinto da un incarico di intelligence»[88], ritenendo falsa la sua appartenenza ai servizi americani[88]. Per la Suprema corte la pista sulla CIA è considerata un boomerang[88], così come l'eccesso di «colloqui investigativi con i carabinieri», che risultano «fornire i dati sugli esplosivi» poi «riversati» dal pentito al giudice Salvini[88]. Tuttavia, nell'assolvere Zorzi, Maggi e Rognoni, si è dimostrato che con le nuove prove, emerse durante questo processo, sarebbero provate la responsabilità di Freda e Ventura in ordine alla strage. Secondo la Corte, l'eccidio del 12 dicembre 1969 fu organizzato da «un gruppo eversivo costituito a Padova nell'alveo di Ordine Nuovo» e «capitanato da Franco Freda e Giovanni Ventura». Il giudizio ha valore di sola condanna morale e storica, poiché i due imputati sono già stati assolti irrevocabilmente dalla Corte d'assise d'appello di Bari nel 1985 (sentenza confermata poi dalla Cassazione nel 1987), che li ha condannati solo per le bombe sui treni. Secondo la Cassazione, così come per la Corte d'assise d'appello, anche «la cellula veneziana di Maggi e Zorzi» nel 1969 organizzava attentati, ma «non è dimostrata la loro partecipazione alla strage del 12 dicembre». La Corte, dopo aver criticato l'istruttoria e le affermazioni di Digilio, certifica «veridicità e genuinità» di quanto dichiarato da Martino Siciliano, ossia che «Siciliano ha partecipato alla riunione con Zorzi e Maggi dell'aprile '69 nella libreria Ezzelino di Padova» in cui «Freda annunciò il programma degli attentati ai treni». Tuttavia, poiché tali bombe non provocarono vittime, non è dimostrato il coinvolgimento di Maggi e Zorzi nella «strategia stragista di Freda e Ventura». In definitiva, secondo la Cassazione, «i tragici fatti del 12 dicembre 1969 non rappresentano una "scheggia impazzita" ma il frutto di una coordinata "acme" operativa iscritta in un programma eversivo ben sedimentato, ancorché di oscura genesi, contorni e dimensioni». Infine, la Corte definisce «deprecabile e sorprendente» la decisione di far brillare la seconda valigia-bomba inesplosa, impedendo «accertamenti di ineludibile importanza»[88][89]. La condanna di Tringali viene annullata senza rinvio, data l'intervenuta prescrizione del reato[90].
- 12 dicembre 2005 – Muore il collaboratore di giustizia Carlo Digilio[91].